# Kreuzspitze (Ötztaler Alpen)
De Kreuzspitze is een 3457 meter hoge berg in de Ötztaler Alpen in de Oostenrijkse deelstaat Tirol. Het is een van de hoogste bergtoppen in de Oostelijke Alpen, die bereikbaar is zonder dat daarvoor een gletsjer hoeft te worden gepasseerd. De top is vanuit Vent (1895 m) via de Martin-Busch-Hütte (2501 m) bereikbaar. Door zijn ligging tussen de hoofdkam en de Weißkamm zijn boven op de berg de talrijke gletsjers van de Ötztaler Alpen goed te overzien.